# Перепись населения Латвии (2000)
 Перепись населения Латвии  проходила в марте 2000 года. Перепись представила демографический портрет страны по состоянию на 31 марта. Это была первая перепись населения с момента обретения независимости. По результатам переписи 2000 года, население Латвии на 31 марта 2000 года составляло 2375339 человек. По данным переписи, в Латвии постоянно проживают 1093305 мужчин и 1282034 женщин. Средний возраст населения — 37,9 лет (мужчины — 35, женщины — 40,4). По сравнению с переписью 1989 года население уменьшилось на 10,9 %, включая городское — на 13,5 %, сельское — на 5,1 %. На уменьшение числа жителей в Латвии значительно повлиял отток русского населения.

## Языковый состав
Государственный язык — латышский. С 1989 года вырос удельный вес лиц признавших латышский язык в качестве родного языка. В 1989 году таких в Латвии было 52 %. В 2000 году количество лиц признавших латышский язык в качестве родного языка достигло 62 %.

## Этнический состав
По сравнению с 1989 годом вырос удельный вес латышей — с 52 % до 57,6 % в 2000 году. Кроме латышей вырос удельный вес поляков, литовцев и цыган. Удельный вес русских упал с 34 % в 1989 году до 29,6 % в 2000 году, а также число белорусов снизилось с 4,5 % до 4,1 % и украинцев с 3,5 % до 2,7 %.
Миграция имеет этнические особенности: уезжают из Латвии в основном русские, а приезжают — латыши (в первую очередь из дальнего зарубежья). По данным латвийских органов статистики, 77 % всех эмигрантов в 1994 году, и 70 % в 1995 выехали в Россию. При этом русские продолжали преобладать в городах государственного подчинения: Даугавпилсе (55,2 %), Резекне (50,7 %) и Риге (43,8 %), их высокий процент сохранялся в приграничных с Россией регионах: Резекненском (38,9 %), Даугавпилсском (37,9 %), Лудзском (36,1 %) и Прейльском (27 %). Несмотря на то, что латвийские власти проводят довольно благожелательную политику в отношении приезжающих в страну латышей из других стран миграция в Латвию не носит массовый характер.
После 2000 года демографическая ситуация в Латвии продолжала ухудшаться, в течение следующего десятилетия преобладание смертности над рождаемостью и отрицательным сальдо миграции привели к сокращению населения с 2375339 в 2000 году и до 2 070 371 в 2011 году. Похожая убыль населения за этот период наблюдается и в других новых странах ЕС, таких как Румыния, Литва, Болгария, Эстония и Венгрия.